# Eurovisiesongfestival 1989
Het Eurovisiesongfestival 1989 was het vierendertigste Eurovisiesongfestival en vond plaats op 6 mei 1989 in Lausanne, Zwitserland.
Het programma werd gepresenteerd door Lolita Morena en Jacques Deschenaux.
Van de 22 deelnemende landen won Joegoslavië met het nummer Rock me, uitgevoerd door Riva.
Dit lied kreeg 137 punten, 10,7% van het totale aantal punten.
Met 130 punten werd Verenigd Koninkrijk tweede, gevolgd door Denemarken op de derde plaats met 111 punten.

## Puntentelling

### Stemstructuur
Net als vorig jaar werden in de nationale jury punten toegekend aan elk liedje. Het liedje met het meest aantal stemmen, kreeg twaalf punten. De tweede keus kreeg tien punten en de derde plaats tot en met tiende plaats kregen acht tot en met één punten. Stemmen op het eigen land is niet toegestaan.

### Score bijhouden
Er was geen fysiek scorebord aanwezig in de zaal, maar werd gebruikgemaakt van een videoprojectie.
De landen stonden in het Frans op het overzicht.
Voor de naam was de vlag te zien.
Achter elk land stond het totaal aantal punten.
De gegeven punten werden zichtbaar gemaakt door ze achter de landnaam, voor de totaalscore, neer te zetten. Die landnamen veranderden van cyaan naar geel.
De gegeven punten werden gelijk bij het totaal van het land opgeteld.
De presentatoren stonden op het podium.
Het land dat de punten aan het doorgeven was, was herkenbaar doordat op het vlakje voor de naam een telefoontje stond en de naam van dat land rood kleurde.
Het leidende land werd na iedere stemming duidelijk doordat de landnaam van dat land knipperde.

### Stemmen
Het bellen van de landen ging op volgorde van deelname.
Het geven van de punten gebeurde in volgorde van laag naar hoog.
De vertegenwoordiger van het land noemde het land en het aantal punten in het Engels of Frans.
Een van de presentatoren herhaalde dit in de taal waarin de punten gegeven werden
om daarna beide gegevens in de andere taal te herhalen.
Daarbij werd zowel in het Engels als het Frans points gebruikt.

### Beslissing
De Duitse jury gaf de doorslag door aan Joegoslavië 1 punt te geven en zette Joegoslavië daarmee op 136 punten. Dat was voldoende om het Verenigd Koninkrijk, dat op dat moment 2e stond, van de overwinning af te houden. Zelfs al gaven de laatste 2 landen allebei de 12 punten aan het Verenigd Koninkrijk, dan nog zou het VK 1 punt tekort komen om te winnen.

### Resultaat
| Plaats | Land                | Artiest                                | Titel                         | Punten |
| ------ | ------------------- | -------------------------------------- | ----------------------------- | ------ |
| 1      | Joegoslavië         | Riva                                   | Rock me                       | 137    |
| 2      | Verenigd Koninkrijk | Live Report                            | Why do I always get it wrong? | 130    |
| 3      | Denemarken          | Birthe Kjær                            | Vi maler byen rød             | 111    |
| 4      | Zweden              | Tommy Nilsson                          | En dag                        | 110    |
| 5      | Oostenrijk          | Thomas Forstner                        | Nur ein Lied                  | 97     |
| 6      | Spanje              | Nina                                   | Nacida para amar              | 88     |
| 7      | Finland             | Anneli Saaristo                        | La dolce vita                 | 76     |
| 8      | Frankrijk           | Nathalie Pâque                         | J'ai volé la vie              | 60     |
| 9      | Griekenland         | Mariana Efstratiou                     | To diko sou asteri            | 56     |
| 9      | Italië              | Anna Oxa & Fausto Leali                | Avrei voluto                  | 56     |
| 11     | Cyprus              | Fani Polymeri & Yiannis Savvidakis     | Apopse as vrethoume           | 51     |
| 12     | Israël              | Gili & Galit                           | Derech hamelech               | 50     |
| 13     | Zwitserland         | Furbaz                                 | Viver senza tei               | 47     |
| 14     | Duitsland           | Nino de Angelo                         | Flieger                       | 46     |
| 15     | Nederland           | Justine Pelmelay                       | Blijf zoals je bent           | 45     |
| 16     | Portugal            | Da Vinci                               | Conquistador                  | 39     |
| 17     | Noorwegen           | Britt Synnøve Johansen                 | Venners nærhet                | 30     |
| 18     | Ierland             | Kiev Connolly & The Missing Passengers | The real me                   | 21     |
| 19     | België              | Ingeborg                               | Door de wind                  | 13     |
| 20     | Luxemburg           | Park Café                              | Monsieur                      | 8      |
| 21     | Turkije             | Pan                                    | Bana Bana                     | 5      |
| 22     | IJsland             | Daníel Ágúst                           | Það sem enginn sér            | 0      |

## Deelnemers

### Oude bekenden
Voor de tweede maal in de geschiedenis was er geen enkele deelnemer die al ooit had deelgenomen, de eerste keer was in 1970, maar toen waren er slechts 12 deelnemers. Dat jaar had Stella Maessen van Hearts of Soul wel al eens in het achtergrondkoor in '69 gezongen. Dit jaar was dat Mariana Efstratiou van Griekenland die vorig jaar backing was voor de Griekse deelnemer.

### Nationale keuzes
De Deense deelneemster Birthe Kjær was al eens 3 keer 2de geëindigd in de Deense preselectie maar nu was het eindelijk raak en werd ze 3de.
Bij Kdam zong Lea Lupatin van de groep Chocolad Menta Mastik (Eurovisiesongfestival 1976) nu bij Milk & Honey die aan de zijde van Gali Atari het songfestival wonnen in '79, dit keer werden ze 8ste, Avi Toledano die 7de jaar nog 2de was op het songfestival eindigde nu ook 2de in de voorronde. Tweevoudig deelnemer voor Turkije MFÖ werd nu voorlaatste in de preselectie, ook aanwezig waren Gür Akad van de groep Klips ve Onlar en Neco. In Noorwegen waren oud-deelnemers Jahn Teigen en Kate Guldbrandsen van de partij. In Denemarken was Gry Johansen de enige oud-deelnemer die erbij was. De Finse deelnemers Kirka en Sonja Lumme werden gedeeld 5de. Anna Vissi was 3de in Griekenland, ze had zowel Griekenland als Cyprus al eens vertegenwoordigd. De Joegoslavische groep Ambasadori (ESF '76) nam opnieuw deel aan Jugovizija als was de bezetting niet helemaal dezelfde als die van 13 jaar geleden.

### Leeftijd
Twee deelnemers (Nathalie Pâque en Gili Natanael) waren respectievelijk 11 en 12 jaar oud ten tijde van het optreden. Onder druk van de slechte publiciteit over hun deelname heeft de European Broadcasting Union in 1990 de regel ingesteld dat een deelnemer minimaal 16 jaar oud moet zijn.

### Kaart

Deelnemende landen
Landen die al meegedaan hebben maar niet meedoen

### Terugkerende landen
- Cyprus